# フッ化リチウム
フッ化リチウム（フッかリチウム、英: lithium fluoride）は、リチウムとフッ素からなる無機化合物である。組成式は LiF と表される。

## 化学的性質
水にわずかに溶け、リチウムイオン (Li+) とフッ化物イオン (F-) に電離する。
紫外線に対する透過率が最も高い物質であり、特殊な目的の光学材料として用いられ、ガンマ線や中性子線を測る熱ルミネッセンス線量計などに用いられる。また、バンドギャップが大きいため電気抵抗が非常に高い。鉱物として産出するものはグリス石（griceite）と呼ばれ、地球上に1箇所しか産出しない希少なものである。
同位元素のリチウム7を多く含むフッ化リチウムは、液状フッ化物原子炉に用いるフッ化物塩混合物の基本的な構成物質となる。典型的には、フッ化リチウムとフッ化ベリリウムの混合物から基剤となる溶液を作り、トリウムとウランのフッ化物を添加する。フッ化リチウムは例外的な化学的安定性を持ち、LiF/BeF2 混合物は融点が低く、原子炉用のフッ化物塩の組み合わせとして最適な核特性を得られる。